# Русские Карши
Ру́сские Карши́ — деревня в Ачитском городском округе Свердловской области. Управляется Верх-Тисинским сельским советом.

## География
Населённый пункт располагается на правом берегу реки Каршинка в 11 километрах на север от посёлка городского типа Ачит.

### Часовой пояс
Русские Карши, как и вся Свердловская область, находится в часовой зоне МСК+2. Смещение применяемого времени относительно UTC составляет +5:00.

## Население
| 2002 | 2010 | 2021 |
| ---- | ---- | ---- |
| 212  | ↘107 | ↘54  |

## Инфраструктура
Деревня разделена на три улицы: Красных Партизан, Луговая, Центральная.